# Гамла (міст)
Міст Гамла (швед. Gamla bron, старий міст) — найстаріший міст в Умео, який зберігся. З'єднує береги річки Умеельвен, має довжину 301 метр.

## Історія
Перед цим в Умео не було моста, жителі перетинали річку за допомогою крижаної дороги в зимовий період і поромом інші сезони.
Під час другої російської окупації Умео у фінській війні росіяни в 1809 році побудували наплавний міст з колод через річку. Проте, незабаром після цього він був зруйнований весняним паводком.
Побудувати міст через річку Умеельвен давно вважалося занадто дорогим, але губернатор Густав Мунте зацікавився питанням, коли зайняв свій пост в 1856 році. Він дав повноваження на розслідування, де міст буде найбільш підходящим, щоб створити пропозиції по кресленнях і підрахувати, у що обійдеться побудова. Розслідування показало, що в безпосередній близькості від мосту, вгору за течією річки, база цієї річки була найсприятливішою для проведення моста. Очікувана вартість моста буде 65450 крон. З попутною вартістю, загальна вартість буде 86 000 крон.
Міст був відкритий в 1863 році і протягом тривалого часу люди повинні були платити плату за використання моста. Після всього лише десятиліття оригінальні вироби з дерева мали бути змінена і в 1894-95 вони були замінені сталлю і міст отримав вид, який він має сьогодні.

## Міст сьогодні
Сьогодні міст відкритий тільки для пішоходів і велосипедистів. У 2013 році були відзначені недоліки, є заклик для ремонту.